# Europees kampioenschap 3×3-basketbal 2024
Het Europees kampioenschap 3×3-basketbal 2024 was de negende editie van het Europees kampioenschap 3×3-basketbal voor landenteams. Het toernooi werd van 22 tot en met 25 augustus 2024 gehouden in Wenen. Vierentwintig teams —twaalf mannenteams en twaalf vrouwenteams— doen mee aan het toernooi. De groepsindeling en het programma werden op 26 juli 2024 bekendgemaakt.
Bij de mannen versloeg Oostenrijk de regerend Europees kampioen Servië. Het brons bij de mannen ging naar Litouwen dat te sterk was voor Zwitserland. Bij de vrouwen won Spanje de tweede Europese titel door een zege op Frankrijk. Het brons bij de vrouwen ging naar regerend Europees kampioen Nederland, dat Polen wist te verslaan. 

## Kwalificatie
De volgende landenteams kwalificeerden zich voor het toernooi.
| Toernooi                                                            | Datum           | Plaats     | Quota | Gekwalificeerd               |
| ------------------------------------------------------------------- | --------------- | ---------- | ----- | ---------------------------- |
| Gastland                                                            |                 |            | 1     | Oostenrijk                   |
| Europees kampioenschap 3×3-basketbal 2023 2023 FIBA 3x3 Europe Cup  | 5–7 sep. 2023   | Jeruzalem  | 1     | Servië                       |
| Ranking                                                             | juni 2024       |            | 3     | Litouwen Nederland Frankrijk |
| Kwalificatietoernooi EK 3×3-basketbal FIBA 3x3 Europe Cup Qualifier | 7–8 juni 2024   | Kopenhagen | 2     | Spanje Kroatië               |
| Kwalificatietoernooi EK 3×3-basketbal FIBA 3x3 Europe Cup Qualifier | 8–9 juni 2024   | Pristina   | 1     | Azerbeidzjan                 |
| Kwalificatietoernooi EK 3×3-basketbal FIBA 3x3 Europe Cup Qualifier | 15–16 juni 2024 | Bratislava | 2     | Duitsland Zwitserland        |
| Kwalificatietoernooi EK 3×3-basketbal FIBA 3x3 Europe Cup Qualifier | 15–16 juni 2024 | Boekarest  | 2     | Letland Groot-Brittannië     |

| Toernooi                                                            | Datum           | Plaats     | Quota | Gekwalificeerd                |
| ------------------------------------------------------------------- | --------------- | ---------- | ----- | ----------------------------- |
| Gastland                                                            |                 |            | 1     | Oostenrijk                    |
| Europees kampioenschap 3×3-basketbal 2023 2023 FIBA 3x3 Europe Cup  | 5–7 sep. 2023   | Jeruzalem  | 1     | Nederland                     |
| Ranking                                                             | juni 2024       |            | 3     | Frankrijk Duitsland Hongarije |
| Kwalificatietoernooi EK 3×3-basketbal FIBA 3x3 Europe Cup Qualifier | 7–8 juni 2024   | Kopenhagen | 2     | Spanje Italië                 |
| Kwalificatietoernooi EK 3×3-basketbal FIBA 3x3 Europe Cup Qualifier | 8–9 juni 2024   | Pristina   | 1     | Azerbeidzjan                  |
| Kwalificatietoernooi EK 3×3-basketbal FIBA 3x3 Europe Cup Qualifier | 15–16 juni 2024 | Bratislava | 2     | Oekraïne Polen                |
| Kwalificatietoernooi EK 3×3-basketbal FIBA 3x3 Europe Cup Qualifier | 15–16 juni 2024 | Boekarest  | 2     | Letland Roemenië              |

## Mannen

### Teams
| Team             | Spelers            | Spelers            | Spelers                 | Spelers            |
| ---------------- | ------------------ | ------------------ | ----------------------- | ------------------ |
| Servië           | Nemanja Barać      | Marko Brankovic    | Stefan Kojic            | Strahinja Stojacic |
| Litouwen         | Titas Januševičius | Aurelijus Pukelis  | Marijus Uzupis          | Gabrielius Čelka   |
| Nederland        | Julian Jaring      | Arvin Slagter      | Worthy de Jong          | Jan Driessen       |
| Frankrijk        | Paul Djoko         | Baptiste Oger      | Franck Seguela          | Raphael Wilson     |
| Letland          | Francis Lacis      | Kārlis Apsītis     | Kristaps Gluditis       | Zigmars Raimo      |
| Oostenrijk       | Toni Blazan        | Nico Kaltenbrunner | Enis Murati             | Fabio Söhnel       |
| Zwitserland      | Jonathan Dubas     | Natan Jurkovitz    | Jonathan Kazadi         | Marco Lehmann      |
| Duitsland        | Denzel Agyeman     | Sidi Beikame       | Fabian Giessmann        | Miles Osei         |
| Spanje           | Iván Aurrecoechea  | Diego De Blas      | Carlos Martinez         | Unai Mendicote     |
| Kroatië          | Fran Jacović       | Željko Jović       | Stipe Krstanović        | Ivan Rašetina      |
| Azerbeidzjan     | Jordan Davis       | Amil Hamzayev      | Akbarov Jabrayil        | Endar Poladkhanlı  |
| Groot-Brittannië | Hafeez Abdul       | Ashley Hamilton    | Dwayne Lautier-Ogunleye | Evan Walshe        |

Bron: FIBA

### Groepsfase
Groep A
| Pos | Team      | Wed | W | V | Ptn | PV | PT | +/− | Kwalificatie |  | Vlag van Spanje | Vlag van Servië | Vlag van Duitsland |
| --- | --------- | --- | - | - | --- | -- | -- | --- | ------------ |  | --------------- | --------------- | ------------------ |
| 1   | Spanje    | 2   | 2 | 0 | 4   | 42 | 33 | +9  | Kwartfinales |  | —               | 21–15           | 21–18              |
| 2   | Servië    | 2   | 1 | 1 | 3   | 36 | 31 | +5  | Kwartfinales |  | 15–21           | —               | 21–10              |
| 3   | Duitsland | 2   | 0 | 2 | 2   | 28 | 42 | −14 |              |  | 18–21           | 10–21           | —                  |

Groep B
| Pos | Team        | Wed | W | V | Ptn | PV | PT | +/− | Kwalificatie |  | Vlag van Zwitserland | Vlag van Litouwen | Vlag van Kroatië |
| --- | ----------- | --- | - | - | --- | -- | -- | --- | ------------ |  | -------------------- | ----------------- | ---------------- |
| 1   | Zwitserland | 2   | 2 | 0 | 4   | 37 | 32 | +5  | Kwartfinales |  | —                    | 21–19             | 16–13            |
| 2   | Litouwen    | 2   | 1 | 1 | 3   | 36 | 35 | +1  | Kwartfinales |  | 19–21                | —                 | 17–14            |
| 3   | Kroatië     | 2   | 0 | 2 | 2   | 27 | 33 | −6  |              |  | 13–16                | 14–17             | —                |

Groep C
| Pos | Team         | Wed | W | V | Ptn | PV | PT | +/− | Kwalificatie |  | Vlag van Nederland | Vlag van Oostenrijk | Vlag van Azerbeidzjan |
| --- | ------------ | --- | - | - | --- | -- | -- | --- | ------------ |  | ------------------ | ------------------- | --------------------- |
| 1   | Nederland    | 2   | 2 | 0 | 4   | 43 | 28 | +15 | Kwartfinales |  | —                  | 22–19               | 21–9                  |
| 2   | Oostenrijk   | 2   | 1 | 1 | 3   | 39 | 40 | −1  | Kwartfinales |  | 19–22              | —                   | 20–18                 |
| 3   | Azerbeidzjan | 2   | 0 | 2 | 2   | 27 | 41 | −14 |              |  | 9–21               | 18–20               | —                     |

Groep D
| Pos | Team             | Wed | W | V | Ptn | PV | PT | +/− | Kwalificatie |  | Vlag van Frankrijk | Vlag van Verenigd Koninkrijk | Vlag van Letland |
| --- | ---------------- | --- | - | - | --- | -- | -- | --- | ------------ |  | ------------------ | ---------------------------- | ---------------- |
| 1   | Frankrijk        | 2   | 2 | 0 | 4   | 42 | 29 | +13 | Kwartfinales |  | —                  | 21–14                        | 21–15            |
| 2   | Groot-Brittannië | 2   | 1 | 1 | 3   | 35 | 41 | −6  | Kwartfinales |  | 14–21              | —                            | 21–20            |
| 3   | Letland          | 2   | 0 | 2 | 2   | 35 | 42 | −7  |              |  | 15–21              | 20–21                        | —                |

### Knock-outfase
Alle tijden zijn lokaal (UTC+2).
|  | Kwartfinale         | Kwartfinale         |                     |    | Halve finale | Halve finale |  |  | Finale | Finale |
|  |                     |                     |                     |    |              |              |  |  |        |        |
|  | 24 augustus – 21:15 |                     |                     |    |              |              |  |  |        |        |
|  |                     |                     |                     |    |              |              |  |  |        |        |
|  | Spanje              | 16                  |                     |    |              |              |  |  |        |        |
|  | Spanje              | 16                  | 25 augustus – 13:00 |    |              |              |  |  |        |        |
|  | Oostenrijk          | 21                  |                     |    |              |              |  |  |        |        |
|  | Oostenrijk          | 21                  | Oostenrijk          | 21 |              |              |  |  |        |        |
|  | 24 augustus – 20:50 |                     | Oostenrijk          | 21 |              |              |  |  |        |        |
|  |                     | Litouwen            | 14                  |    |              |              |  |  |        |        |
|  | Frankrijk           | Litouwen            | 14                  | 16 |              |              |  |  |        |        |
|  | Frankrijk           |                     | 25 augustus – 19:30 | 16 |              |              |  |  |        |        |
|  | Litouwen            | 21                  |                     |    |              |              |  |  |        |        |
|  | Litouwen            | 21                  | Oostenrijk          | 18 |              |              |  |  |        |        |
|  | 24 augustus – 14:45 |                     | Oostenrijk          | 18 |              |              |  |  |        |        |
|  |                     | Servië              | 17                  |    |              |              |  |  |        |        |
|  | Zwitserland         | Servië              | 17                  | 21 |              |              |  |  |        |        |
|  | Zwitserland         | 25 augustus – 13:25 |                     | 21 |              |              |  |  |        |        |
|  | Groot-Brittannië    | 10                  |                     |    |              |              |  |  |        |        |
|  | Groot-Brittannië    | 10                  | Zwitserland         | 10 |              |              |  |  |        |        |
|  | 24 augustus – 15:10 |                     | Zwitserland         | 10 |              |              |  |  |        |        |
|  |                     | Servië              | 21                  |    | Troostfinale | Troostfinale |  |  |        |        |
|  | Nederland           | Servië              | 21                  | 16 | Troostfinale | Troostfinale |  |  |        |        |
|  | Nederland           |                     | 25 augustus – 18:15 | 16 |              |              |  |  |        |        |
|  | Servië              | 21                  |                     |    |              |              |  |  |        |        |
|  | Servië              | 21                  | Litouwen            | 21 |              |              |  |  |        |        |
|  |                     |                     |                     |    |              |              |  |  |        |        |
|  | Zwitserland         | 18                  |                     |    |              |              |  |  |        |        |
|  | Zwitserland         | 18                  |                     |    |              |              |  |  |        |        |

Bron: FIBA

### Eindklassement
| Pos | Team             | GW | W | V | PV |
| --- | ---------------- | -- | - | - | -- |
| 1   | Oostenrijk       | 5  | 4 | 1 | 99 |
| 2   | Servië           | 5  | 3 | 2 | 95 |
| 3   | Litouwen         | 5  | 3 | 2 | 92 |
| 4   | Zwitserland      | 5  | 3 | 2 | 86 |
| 5   | Nederland        | 3  | 2 | 1 | 58 |
| 6   | Frankrijk        | 3  | 2 | 1 | 58 |
| 7   | Spanje           | 3  | 2 | 1 | 58 |
| 8   | Groot-Brittannië | 3  | 1 | 2 | 45 |
| 9   | Letland          | 2  | 0 | 2 | 35 |
| 10  | Duitsland        | 2  | 0 | 2 | 28 |
| 11  | Kroatië          | 2  | 0 | 2 | 27 |
| 12  | Azerbeidzjan     | 2  | 0 | 2 | 27 |

Bron: FIBA

## Vrouwen

### Teams
| Team         | Spelers                 | Spelers               | Spelers                | Spelers               |
| ------------ | ----------------------- | --------------------- | ---------------------- | --------------------- |
| Frankrijk    | Noémie Brochant         | Camille Droguet       | Marie Michelle Milapie | Marie-Eve Paget       |
| Duitsland    | Amelie Kröner           | Ama Degbeon           | Elisa Mevius           | Victoria Poros        |
| Spanje       | Gracia Alonso De Armiño | Juana Camilion        | Vega Gimeno            | Sandra Ygueravide     |
| Hongarije    | Zsófia Jáhni            | Fanni Szabó           | Orsolya Tóth           | Nóra Wentzel          |
| Nederland    | Loyce Bettonvil         | Janis Boonstra        | Noortje Driessen       | Kiki Fleuren          |
| Azerbeidzjan | Tatyana Deniskina       | Alexandra Mollenhauer | Dina Ulyanova          | Marcedes Walker       |
| Polen        | Klaudia Gertchen        | Anna Pawłowska        | Weronika Telenga       | Aleksandra Zięmborska |
| Italië       | Chiara Consolini        | Maria Miccoli         | Laura Spreafico        | Stefania Trimboli     |
| Oekraïne     | Krystyna Filevych       | Anzhelika Liashko     | Miriam Uro-Nilie       | Tetiana Yurkevichus   |
| Roemenië     | Nagy-Voica Bianca-Ioana | Maria Ferariu         | Andreea Mititelu       | Anca Sipos            |
| Oostenrijk   | Alexia Allesch          | Anja Fuchs-Robetin    | Rebekka Kalaydjiev     | Simone Sill           |
| Letland      | Marta Daniela Leimane   | Paula Mauriņa         | Marta Miščenko         | Ketija Vihmane        |

Bron: FIBA

### Groepsfase
Groep A
| Pos | Team      | Wed | W | V | Ptn | PV | PT | +/− | Kwalificatie |  | Vlag van Frankrijk | Vlag van Oekraïne | Vlag van Italië |
| --- | --------- | --- | - | - | --- | -- | -- | --- | ------------ |  | ------------------ | ----------------- | --------------- |
| 1   | Frankrijk | 2   | 2 | 0 | 4   | 31 | 21 | +10 | Kwartfinales |  | —                  | 17–11             | 14–10           |
| 2   | Oekraïne  | 2   | 1 | 1 | 3   | 26 | 28 | −2  | Kwartfinales |  | 11–17              | —                 | 15–11           |
| 3   | Italië    | 2   | 0 | 2 | 2   | 21 | 29 | −8  |              |  | 10–14              | 11–15             | —               |

Groep B
| Pos | Team      | Wed | W | V | Ptn | PV | PT | +/− | Kwalificatie |  | Vlag van Polen | Vlag van Duitsland | Vlag van Roemenië |
| --- | --------- | --- | - | - | --- | -- | -- | --- | ------------ |  | -------------- | ------------------ | ----------------- |
| 1   | Polen     | 2   | 2 | 0 | 4   | 38 | 23 | +15 | Kwartfinales |  | —              | 21–14              | 17–9              |
| 2   | Duitsland | 2   | 1 | 1 | 3   | 35 | 28 | +7  | Kwartfinales |  | 14–21          | —                  | 21–7              |
| 3   | Roemenië  | 2   | 0 | 2 | 2   | 16 | 38 | −22 |              |  | 9–17           | 7–21               | —                 |

Groep C
| Pos | Team         | Wed | W | V | Ptn | PV | PT | +/− | Kwalificatie |  | Vlag van Spanje | Vlag van Oostenrijk | Vlag van Azerbeidzjan |
| --- | ------------ | --- | - | - | --- | -- | -- | --- | ------------ |  | --------------- | ------------------- | --------------------- |
| 1   | Spanje       | 2   | 2 | 0 | 4   | 40 | 26 | +14 | Kwartfinales |  | —               | 20–14               | 20–12                 |
| 2   | Oostenrijk   | 2   | 1 | 1 | 3   | 35 | 27 | +8  | Kwartfinales |  | 14–20           | —                   | 21–7                  |
| 3   | Azerbeidzjan | 2   | 0 | 2 | 2   | 19 | 41 | −22 |              |  | 12–20           | 7–21                | —                     |

Groep D
| Pos | Team      | Wed | W | V | Ptn | PV | PT | +/− | Kwalificatie |  | Vlag van Nederland | Vlag van Letland | Vlag van Hongarije |
| --- | --------- | --- | - | - | --- | -- | -- | --- | ------------ |  | ------------------ | ---------------- | ------------------ |
| 1   | Nederland | 2   | 2 | 0 | 4   | 35 | 25 | +10 | Kwartfinales |  | —                  | 19–13            | 16–12              |
| 2   | Letland   | 2   | 1 | 1 | 3   | 29 | 33 | −4  | Kwartfinales |  | 13–19              | —                | 16–14              |
| 3   | Hongarije | 2   | 0 | 2 | 2   | 26 | 32 | −6  |              |  | 12–16              | 14–16            | —                  |

### Knock-outfase
Alle tijden zijn lokaal (UTC+2).
|  | Kwartfinale         | Kwartfinale         |                     |    | Halve finale | Halve finale |  |  | Finale | Finale |
|  |                     |                     |                     |    |              |              |  |  |        |        |
|  | 24 augustus – 20:15 |                     |                     |    |              |              |  |  |        |        |
|  |                     |                     |                     |    |              |              |  |  |        |        |
|  | Frankrijk           | 21                  |                     |    |              |              |  |  |        |        |
|  | Frankrijk           | 21                  | 25 augustus – 12:00 |    |              |              |  |  |        |        |
|  | Oostenrijk          | 14                  |                     |    |              |              |  |  |        |        |
|  | Oostenrijk          | 14                  | Frankrijk           | 18 |              |              |  |  |        |        |
|  | 24 augustus – 19:50 |                     | Frankrijk           | 18 |              |              |  |  |        |        |
|  |                     | Nederland           | 17                  |    |              |              |  |  |        |        |
|  | Nederland           | Nederland           | 17                  | 20 |              |              |  |  |        |        |
|  | Nederland           |                     | 25 augustus – 19:05 | 20 |              |              |  |  |        |        |
|  | Duitsland           | 15                  |                     |    |              |              |  |  |        |        |
|  | Duitsland           | 15                  | Frankrijk           | 11 |              |              |  |  |        |        |
|  | 24 augustus – 13:45 |                     | Frankrijk           | 11 |              |              |  |  |        |        |
|  |                     | Spanje              | 19                  |    |              |              |  |  |        |        |
|  | Polen               | Spanje              | 19                  | 19 |              |              |  |  |        |        |
|  | Polen               | 25 augustus – 12:25 |                     | 19 |              |              |  |  |        |        |
|  | Letland             | 17                  |                     |    |              |              |  |  |        |        |
|  | Letland             | 17                  | Polen               | 11 |              |              |  |  |        |        |
|  | 24 augustus – 14:10 |                     | Polen               | 11 |              |              |  |  |        |        |
|  |                     | Spanje              | 21                  |    | Troostfinale | Troostfinale |  |  |        |        |
|  | Spanje              | Spanje              | 21                  | 18 | Troostfinale | Troostfinale |  |  |        |        |
|  | Spanje              |                     | 25 augustus – 17:50 | 18 |              |              |  |  |        |        |
|  | Oekraïne            | 15                  |                     |    |              |              |  |  |        |        |
|  | Oekraïne            | 15                  | Nederland           | 21 |              |              |  |  |        |        |
|  |                     |                     |                     |    |              |              |  |  |        |        |
|  | Polen               | 14                  |                     |    |              |              |  |  |        |        |
|  | Polen               | 14                  |                     |    |              |              |  |  |        |        |

Bron: FIBA

### Eindklassement
| Pos | Team         | GW | W | V | PV |
| --- | ------------ | -- | - | - | -- |
| 1   | Spanje       | 5  | 5 | 0 | 98 |
| 2   | Frankrijk    | 5  | 4 | 1 | 81 |
| 3   | Nederland    | 5  | 4 | 1 | 93 |
| 4   | Polen        | 5  | 3 | 2 | 82 |
| 5   | Duitsland    | 3  | 1 | 2 | 50 |
| 6   | Oostenrijk   | 3  | 1 | 2 | 49 |
| 7   | Letland      | 3  | 1 | 2 | 46 |
| 8   | Oekraïne     | 3  | 1 | 2 | 41 |
| 9   | Hongarije    | 2  | 0 | 2 | 26 |
| 10  | Italië       | 2  | 0 | 2 | 21 |
| 11  | Azerbeidzjan | 2  | 0 | 2 | 19 |
| 12  | Roemenië     | 2  | 0 | 2 | 16 |

Bron: FIBA
2014 · 2016 · 2017 · 2018 · 2019 · 2021 · 2022 · 2023 · 2024